# Liber chronicarum

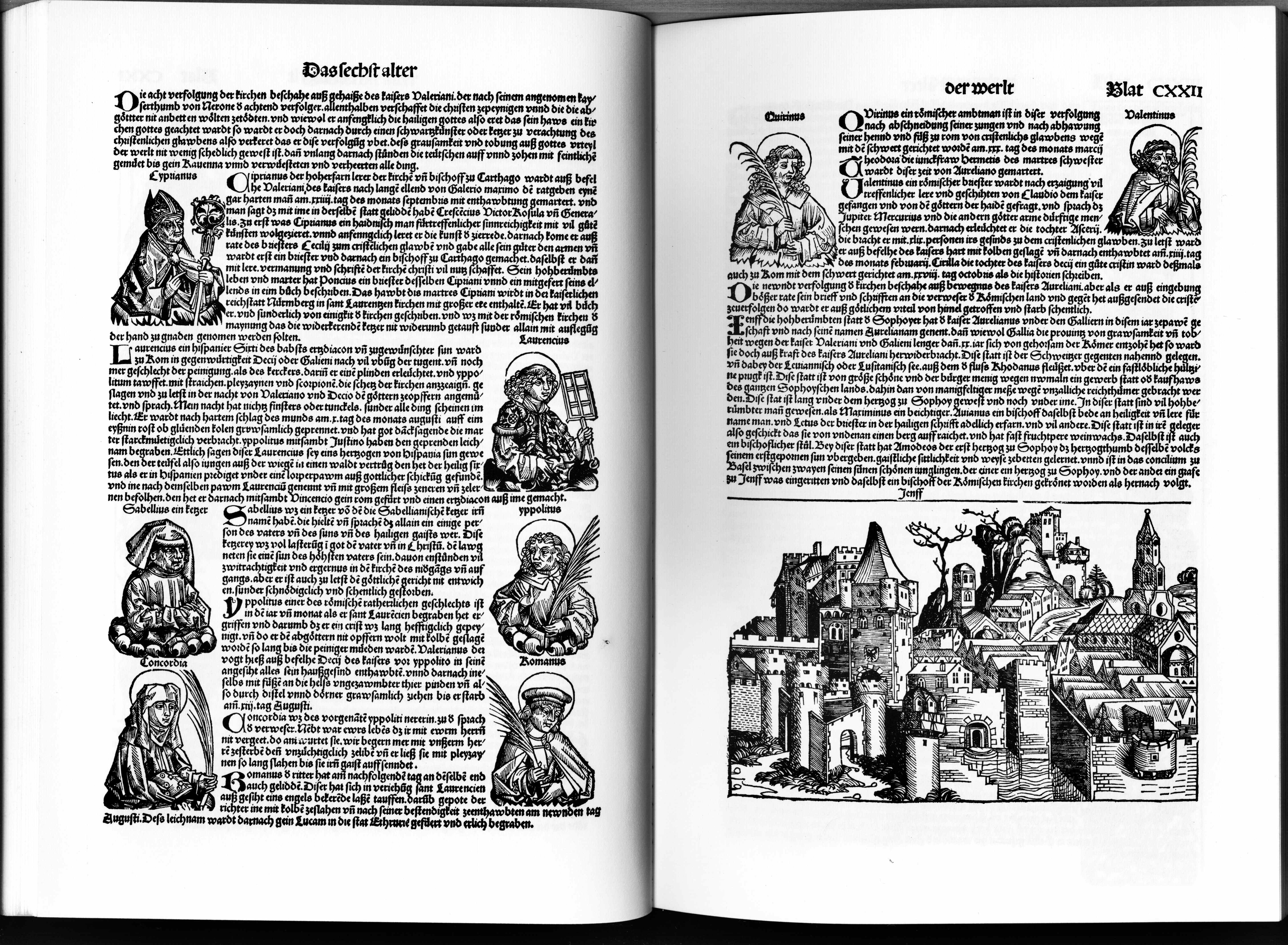
Fragment Kroniki

Liber chronicarum – inkunabuł wydany w 1493 w Norymberdze, w oficynie Antona Kobergera z drzeworytniczymi ilustracjami pochodzącymi z pracowni Michała Wolgemuta i tekstem napisanym przez Hartmanna Schedla. Słowa Liber cronicarum to popularny i będący w użyciu skrót od tytułu pełnego: Liber cronicarum cum figuris ymaginibus ab inicio mundi. W Polsce w dość powszechnym użyciu są również określenia: Kronika Świata, Kronika Schedla lub Kronika norymberska.

## Inicjatywa wydawnicza

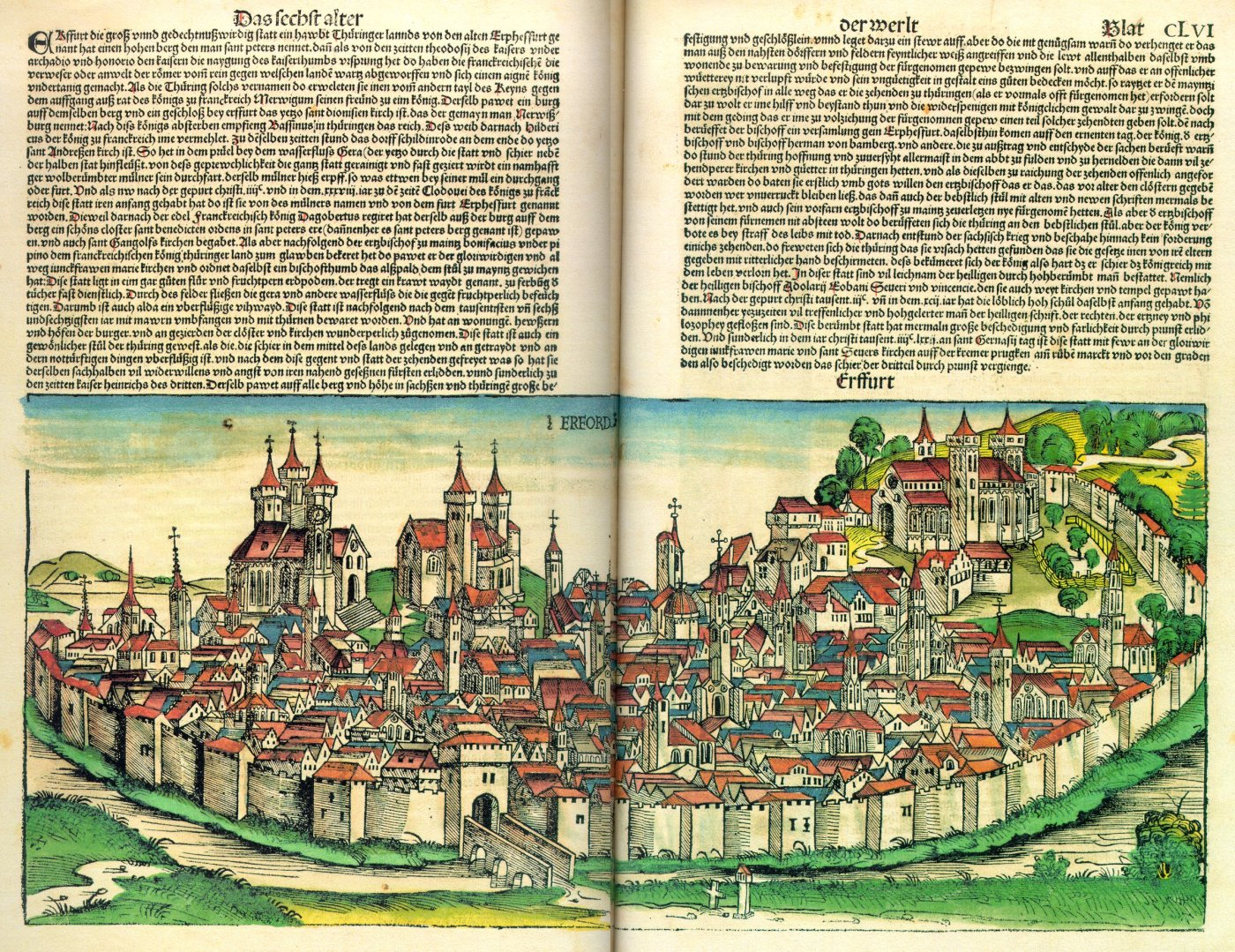
Widok Erfurtu

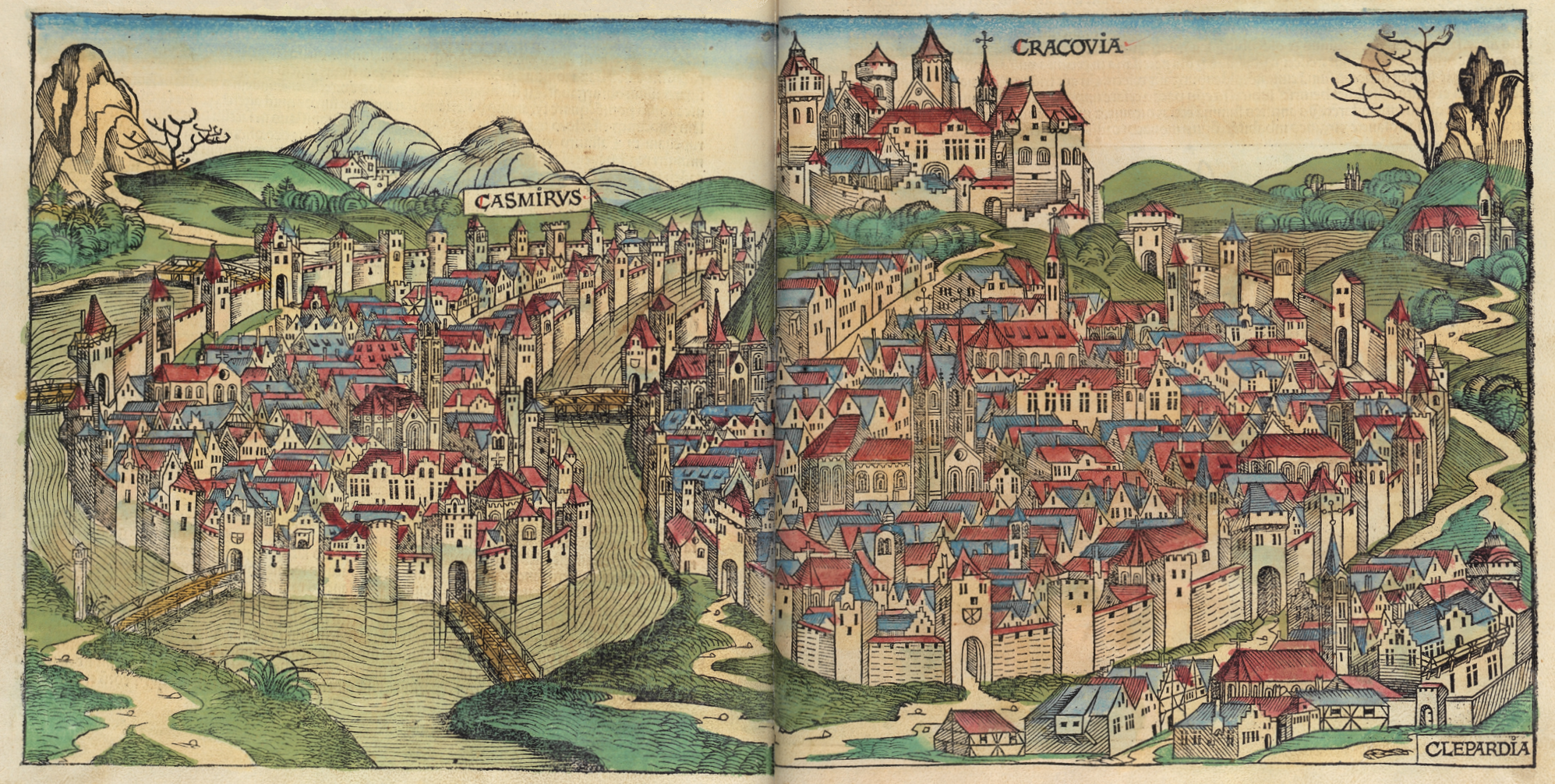
Widok Krakowa

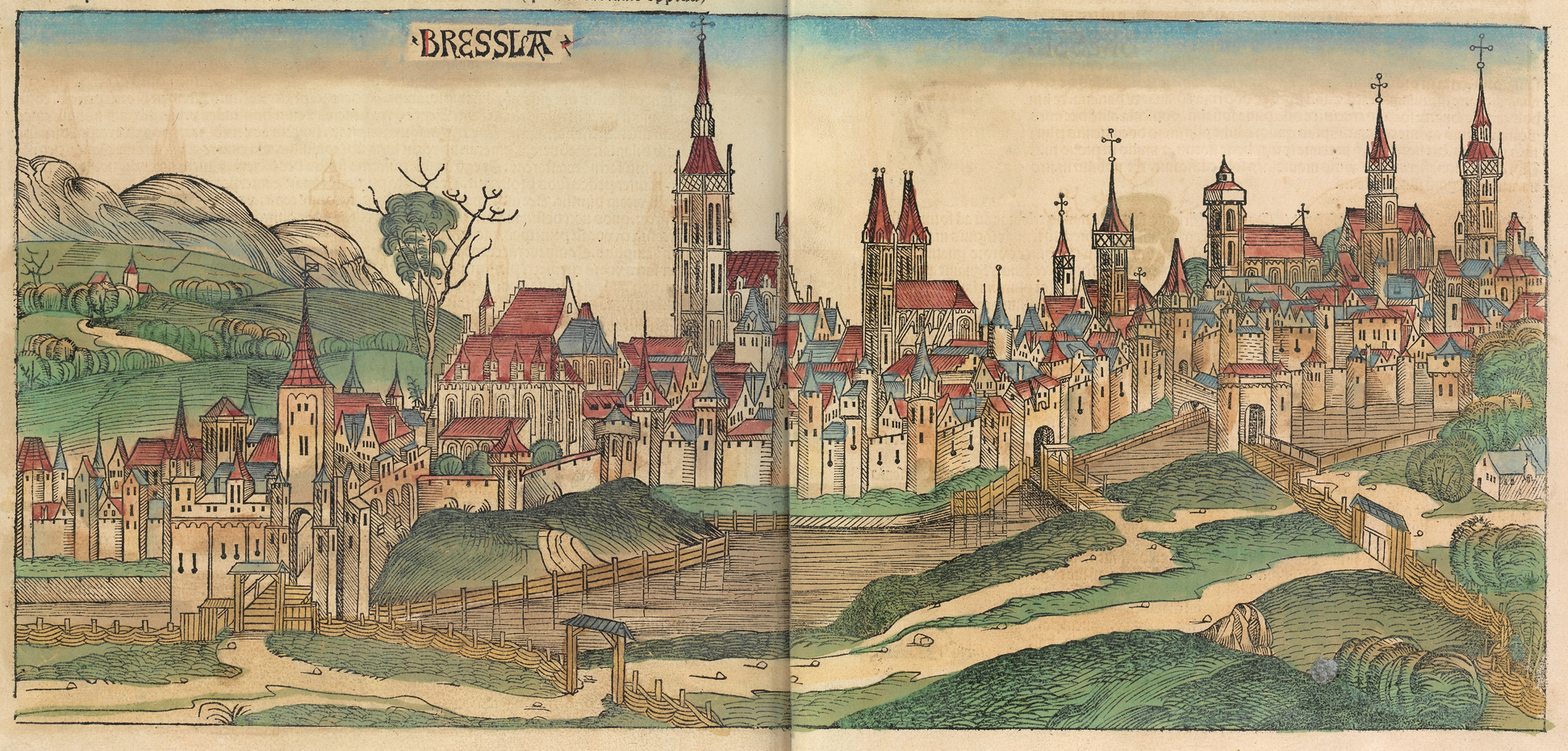
Widok Wrocławia

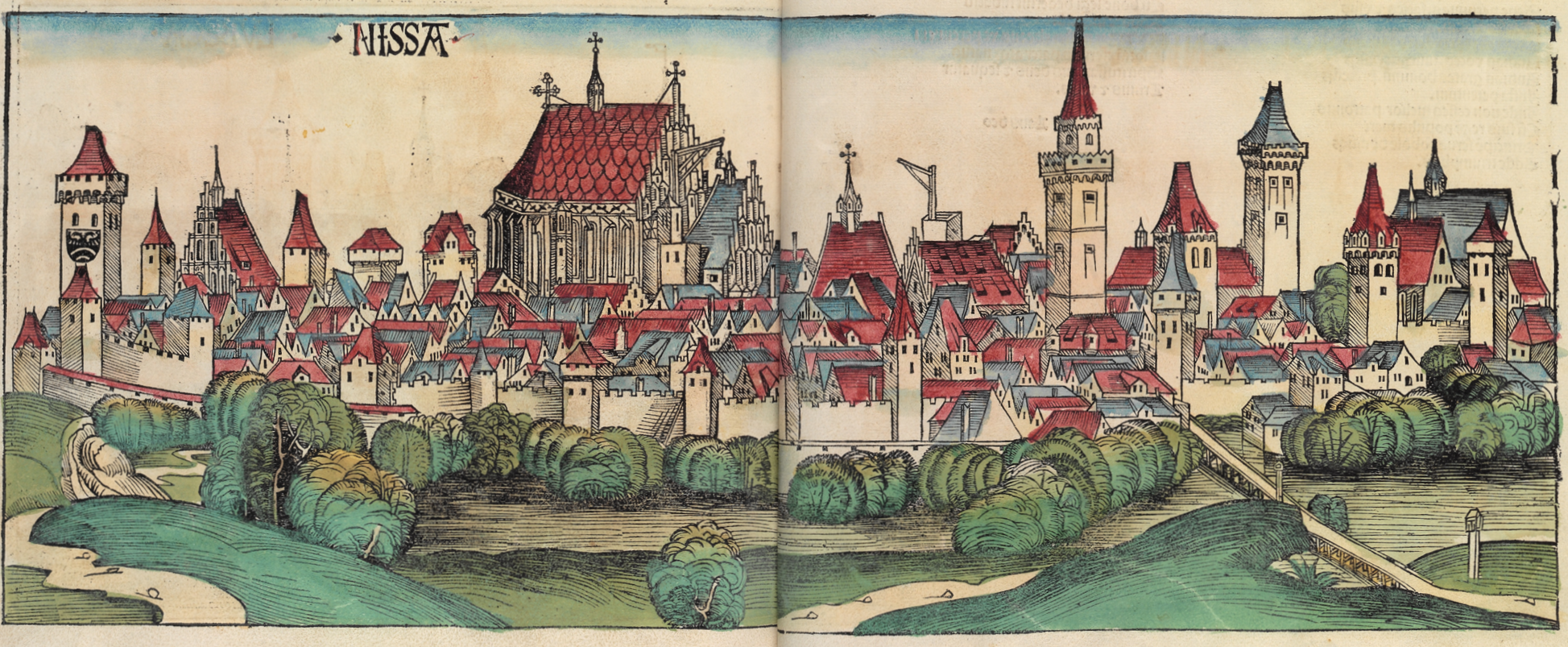
Widok Nysy

Od momentu wynalezienia druku w 1447 r. przez Gutenberga książki zaczęły tanieć, stając się dostępne dla coraz większej grupy ludzi. Popyt rósł, a pojawili się też amatorzy książek bogato ilustrowanych i kolorowanych. Wydając nowy i oryginalny tytuł można było znacznie zarobić.
29 grudnia 1491 roku w Norymberdze zawiązano czteroosobową spółkę. Jej udziałowcy uzgodnili, że w celach zarobkowych wydadzą nowy, poczytny i bogato ilustrowany tytuł. Ponieważ Biblia już była drukowana od dość dawna, postanowiono wydrukować kronikę świata – temat zbliżony (wtedy dzieje świata musiały zaczynać się od stworzenia) i dający okazję do zamieszczenia dużej liczby ilustracji. Ilustracje były istotne z dwóch powodów: wzbudzały zainteresowanie kupujących, podnosząc popyt, a po drugie, dwóm z czterech wspólników dawały płatne zatrudnienie. Byli to Michael Wolgemut oraz jego pasierb Wilhelm Pleydenwurff. Pozostali dwaj udziałowcy, Sebald Shreyer oraz jego szwagier Sebastian Kamermaister, byli szanowanymi kupcami, mieli pieniądze i chcieli mieć ich więcej. Oni sfinansowali prace przy drzeworytach oraz opłacili koszty druku. Znali Hartmanna Schedla, jego zainteresowania i problemy, z jakimi się borykał, więc z wyborem autora nie było problemu. Na wydawcę wybrano Antoniego Kobergera, wówczas właściciela przodującej oficyny wydawniczej w Norymberdze. Ponadto Koberger współpracował z warsztatem Wolgemuta, w którym uczył się drzeworytnictwa Albrecht Dürer – jego chrześniak, mieszkający w kamienicy czynszowej należącej do Schedla. Obaj kupcy zapewne prowadzili interesy ze wszystkimi z wymienionych. Zachowały się z tamtych czasów niektóre umowy-zlecenia dotyczące tej publikacji.

## Kronika Świata

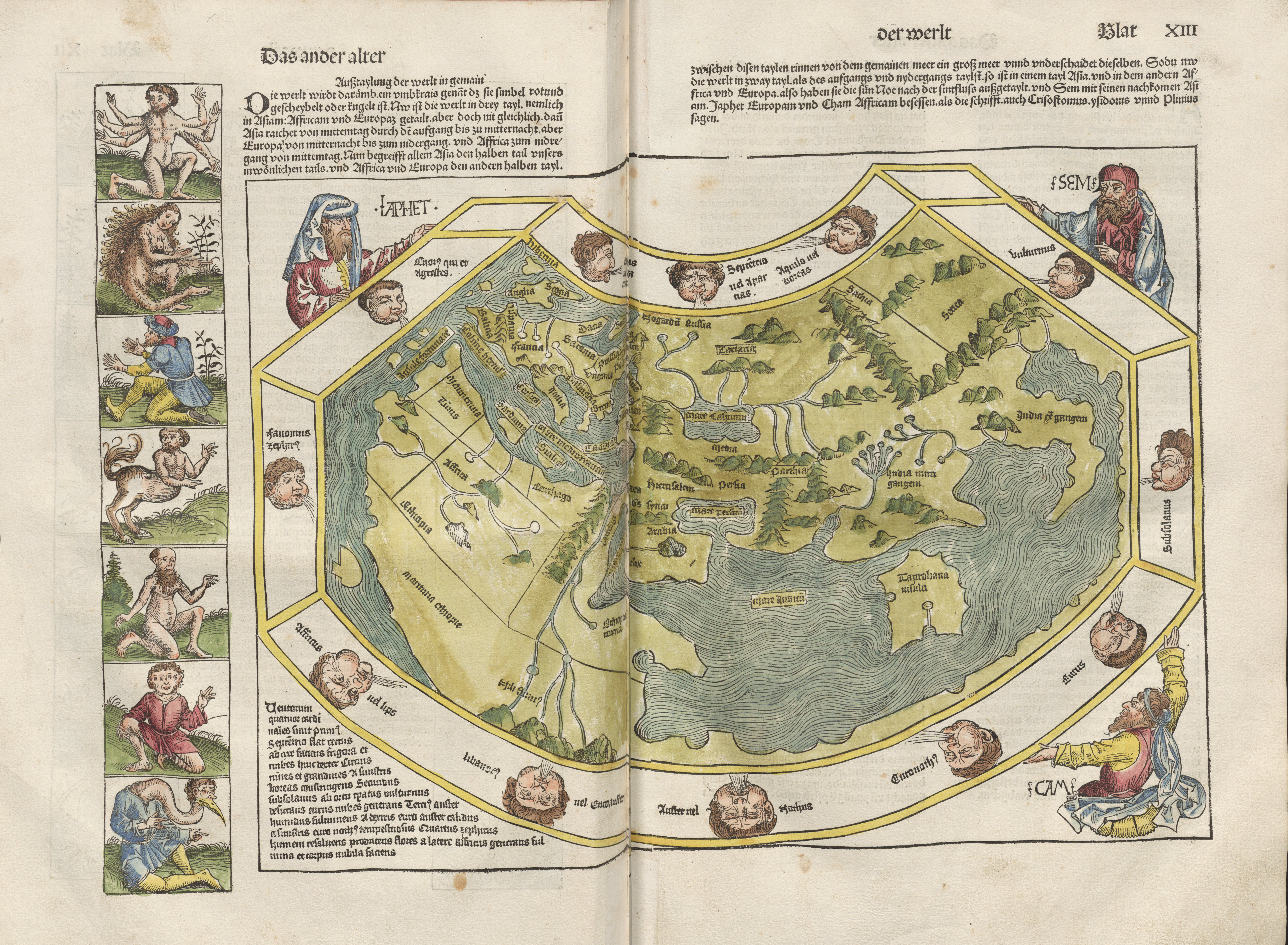
Mapa świata

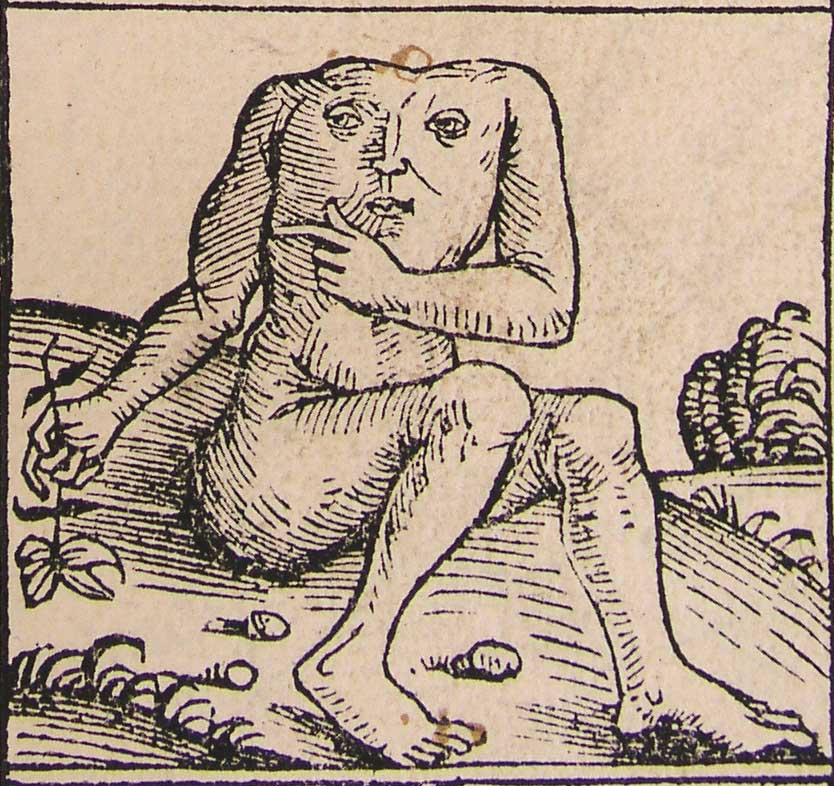
Jeden z Blemmjów

Treścią Kroniki świata jest historia od stworzenia świata (według biblijnej Księgi Rodzaju) doprowadzona niemal do momentu wydania. Treść podzielono na 7 epok według ówczesnych wyobrażeń mistyczno-historycznych:
1. od stworzenia świata do Potopu.
2. do narodzin Abrahama
3. aż do powstania państwa Króla Dawida
4. aż do Niewoli Babilońskiej
5. aż do Narodzin Jezusa Chrystusa
6. współczesność (rozdział najobszerniejszy, po którym zostawiono kilka pustych kartek, aby można było dopisywać następne ważne zdarzenia)
7. opis przyszłego końca świata i Sądu Ostatecznego.

Jak informuje kolofon (a właściwie dwa), książka była gotowa albo 4 czerwca, albo 12 lipca 1493 r. Po przetłumaczeniu z łaciny na język niemiecki dokonanym przez Georga Alta (ok. 1450–1510), 23 grudnia 1493 r. ukazała się także niemiecka wersja Kroniki. Dzieło miało format 342×500 mm i liczyło 326 stron w wersji łacińskiej oraz 286 w wersji niemieckiej (niektóre strony były przeznaczone na notatki i dlatego puste).
Jak się szacuje, pierwsze wydanie liczyło ok. 1400 egzemplarzy wydrukowanych po łacinie  antykwą (Antiqua Rotunda) i ok. 700 egzemplarzy wydrukowanych po niemiecku szwabachą (Bastarda Schwabacher). 
Książka była rozprowadzana w kilku wersjach: kolorowanej ręcznie akwarelami w warsztacie Wolgemuta i oprawnej w deski obite skórą (cena 8 guldenów), zszytej niekolorowanej (5 guldenów) oraz jako składanka z luźnych kartek do oprawienia i pokolorowania we własnym zakresie (2 guldeny). Wiadomo też, że zainteresowanym sprzedawano pojedyncze kartki oraz większe fragmenty książki. W 1509 r. doszło do rozliczeń między wspólnikami i okazało się, że na składzie było jeszcze 47 składanek oraz 524 egzemplarze oprawne, według innej wersji zostało 539 egzemplarzy w języku łacińskim oraz 60 po niemiecku. 
Kronika Świata jest najbardziej ilustrowaną książką XV w. Wszystkie drzeworyty przygotowano w pracowni Wolgemuta. Nie są sygnowane, dlatego nie można jednoznacznie określić ich autorów. Można się spodziewać, że wśród ilustracji wykorzystano część prac Albrechta Dürera, które pozostały po okresie jego praktyki w warsztacie (w tym czasie artysty nie było w Norymberdze). Prawdopodobnie autorem widoków Nysy oraz Wrocławia jest Wilhelm Pleydenwurff (przed powstaniem Kroniki przebywał na Śląsku i na pewno był we Wrocławiu). Wzory czerpano też z cudzych publikacji. Widok Wenecji zaczerpnięto z Perigrinationes Sanctae Reuwicha Erharda wydanej w 1486 r. zaś Florencji z miedziorytu wykonanego przez Włocha Rosselli Francesco.
Kronika Świata zawiera ok. 1809 drzeworytów, różnej wielkości, o różnej tematyce. Oprócz dwóch map: świata i Europy znajduje się w niej ok. 100 widoków miast, przedstawieni są bogowie i sceny biblijne, postacie historyczne i fantastyczne, drzewa genealogiczne itp. Tylko 645 ilustracji jest niepowtarzalnych. Pozostałe mogą się powtarzać i mimo że identyczne, zaopatrzone są w różne podpisy. To znaczy, że ta sama postać raz mogła występować jako król, innym razem jako rycerz. Dzięki takiej praktyce 25 rysunków wystarczyło do pokazania 226 papieży. Postacie przedstawiono w ubiorach i realiach ówczesnej Norymbergi.
Szacuje się, że do dziś zachowało się około 400 egzemplarzy Kroniki w języku łacińskim oraz 300 w języku niemieckim. Zachowane inkunabuły często są obciążone celowym brakiem: mianowicie w kronice zamieszczono, prawdopodobnie XIII-wieczną, historię o papieżycy Joannie. Kościół temu zaprzeczył i temat potępił, więc w wielu egzemplarzach jej rysunek oraz opis wycięto, ewentualnie zaklejono.

## Polska w Kronice świata

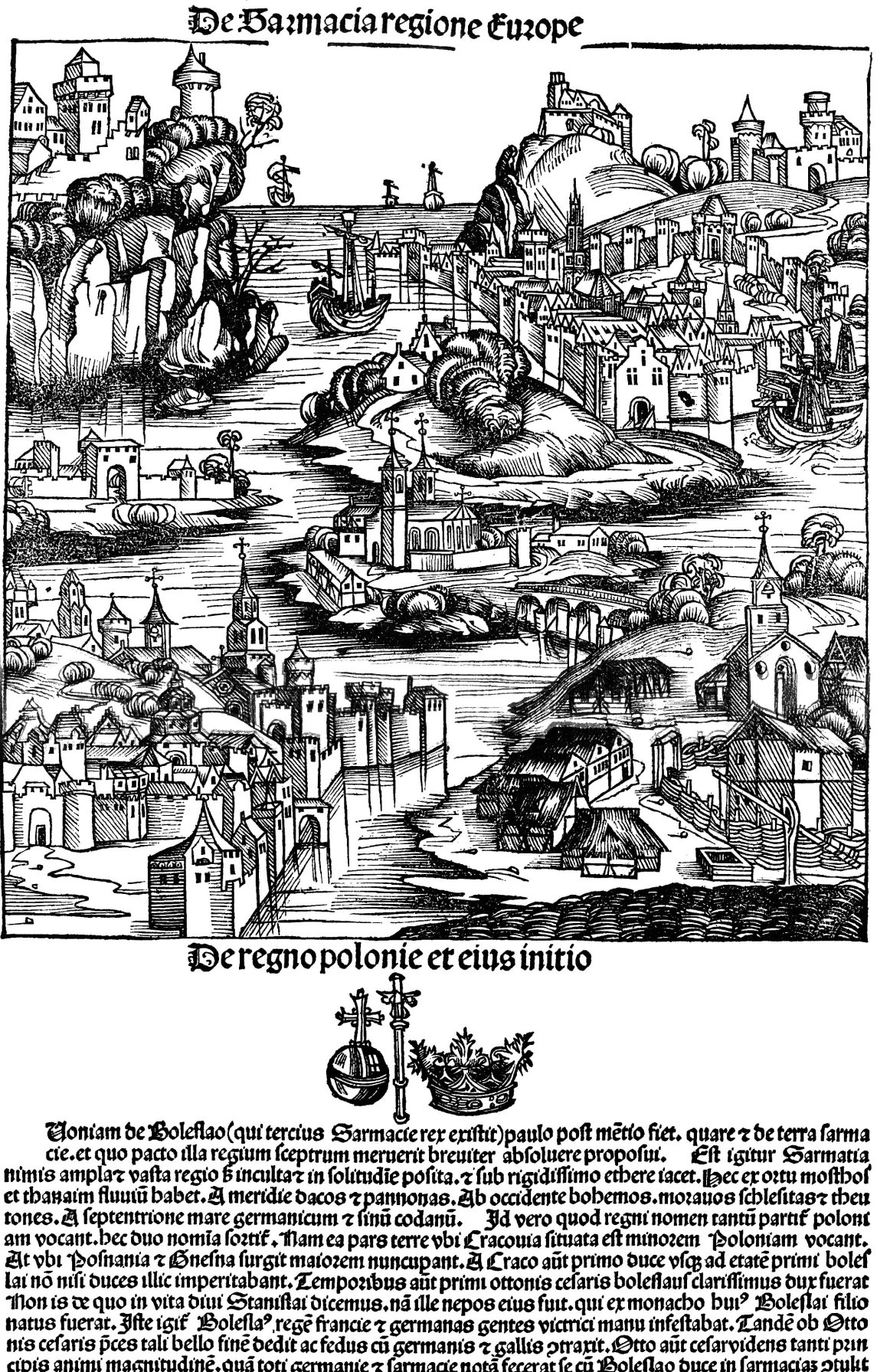
Pejzaż Sarmacji wzdłuż Wisły

W Kronice świata kilka stron poświęcono Polsce zwanej wtedy Sarmacją. Przypuszcza się, że źródłem wiadomości dla Schedla był Konrad Celtis, który przed wydaniem Kroniki Świata kilka lat spędził w Polsce, głównie w Krakowie. Opisał więc to, co widział, a historię mógł poznać z Roczników Jana Długosza. 
Część poświęcona Polsce nosi tytuł O królestwie Polskim i jego początkach. Autor przedstawia bardzo pobieżnie wygląd kraju, bogactwa, groźne żubry oraz kilku królów. Najwięcej miejsca poświęca Krakowowi. Wspomina Wawel, kościoły: Mariacki oraz św. Floriana, Skałkę, oraz biskupa Stanisława. Zachwyca się poziomem nauczania wydziału astronomicznego Akademii Krakowskiej, a przy okazji wspomina Wojciecha z Brudzewa. Oględnie (tak, że nie bardzo wiadomo, o co chodzi) wspomina trofea i wielką wojnę z zakonem krzyżackim (jako z Prusami). Zadziwia go, że dzicy Sarmaci nie są tacy dzicy, odżywiają się dobrze, piją napój z jęczmienia (nie zna nazwy piwa, a więc i samego napoju), który, jak ocenia autor, jest najlepszym napojem dla ciała (o ile się go nie nadużywa), są bardzo uprzejmi i gościnni, a przy tym waleczni, jak mało kto. Tę część ilustrują widoki Sarmacji położonej wzdłuż Wisły, widok Krakowa i Kazimierza (wtedy były to dwa odrębne miasta) oraz podobizna św. Stanisława. Dalej następuje opis Nysy (z widokiem) i Lubeki (z widokiem), leżących wtedy poza Polską. Przypuszcza się, że informacje o tych miejscach doszły w momencie druku i dlatego cała ta część jest tak mało zwarta tematycznie. Jednak Nysa jest opisana jako miasto na Śląsku zamieszkanym przez Słowian, a Lubeka jako miasto odebrane Słowianom przez Niemców.
Śląsk Schedel opisuje jako część Królestwa Czech, leżącą na południe od Polski, pełną bogactw naturalnych ze stolicą we Wratislavii, po niemiecku zwanej Presla. Ślązacy mieszkają w byle jakich domach, są leniwi i zajmują się pijaństwem, Niemcy są zaś ich przeciwieństwem. Widok Wrocławia znajduje się w części opisującej Niemcy, co nie powinno dziwić, gdyż autor nie bardzo wie, gdzie jest granica. Wiadomości na ten temat czerpie z Ptolemeusza i Strabona. Widoki Krakowa, Nysy i Wrocławia zamieszczone w Kronice są uznawane za najstarsze ich przedstawienia.

## Kronika świata w Polsce
Mimo wielu pożarów i grabieży w Polsce nadal zachowało się około 50 egzemplarzy Kroniki Świata. Świadczy to niewątpliwie o licznym imporcie i wielkiej poczytności tej publikacji.
Oprócz tego fragmenty dotyczące Polski były wielokrotnie przedrukowywane i przetwarzane w książkach polskich i obcych traktujących o Polsce (zwykle po łacinie).
Pierwszym, który skorzystał z Kroniki Świata, już w 1496 r., był Wawrzyniec Korwin. Będąc lepiej obznajomionym z polskimi realiami, zrobił w opisie mniej błędów niż Schedel, a ponadto uzupełnił opis podziałem Polski na dzielnice. 
Jan Pistorius w Polonicae historiae Corpus wydanej w Bazylei 1582 r. 4 strony o Polsce wzorował na Kronice Świata. To samo można powiedzieć o wydanej w Warszawie w 1761 r. Historiarum Poloniae scriptotum collectio magna Krzysztofa Mizlera. Z Kroniki korzystał także Teofil Żebrawski (syn Teofila Żebrawskiego) w swoim artystycznym wydaniu dokonanym w Krakowie 1899 r. 
Kolejny przedruk, zatytułowany Sarmacja, po raz pierwszy po polsku, ukazał się dopiero w 1973 r. w Londynie, a w 1992 r. również w Toruniu. Całość wydrukowano w Oficynie Stanisława Gliwy po łacinie (reprint) oraz w tłumaczeniu polskim i angielskim.